# Pselliophora compedita
Pselliophora compedita là một loài ruồi trong họ Ruồi hạc (Tipulidae). Chúng phân bố ở vùng Indomalaya và vùng sinh thái Australia.